# Europastraße 12
Die Europastraße 12 (E 12) ist eine Europastraße, die sich in West-Ost-Richtung größtenteils durch Finnland, aber auch zu Teilen durch Schweden und Norwegen erstreckt. Sie ist 910 km lang, beginnt in Mo i Rana in Norwegen und endet in Helsinki. In Schweden und in zweisprachigen Gebieten von Finnland wird sie auch als Blå vägen (Blauer Weg) bezeichnet, da sie dem Ume älv folgt.